# Ла-Белль (Міссурі)
Ла-Белль (англ. La Belle) — місто (англ. city) в США, в окрузі Люїс штату Міссурі. Населення — 664 особи (2020).

## Географія
Ла-Белль розташована за координатами 40°6′58″ пн. ш. 91°54′55″ зх. д. / 40.11611° пн. ш. 91.91528° зх. д. (40.116231, -91.915288).  За даними Бюро перепису населення США в 2010 році місто мало площу 1,77 км², з яких 1,76 км² — суходіл та 0,01 км² — водойми.

## Демографія
Згідно з переписом 2010 року, у місті мешкало 660 осіб у 277 домогосподарствах у складі 149 родин. Густота населення становила 373 особи/км².  Було 351 помешкання (199/км²).
Расовий склад населення:
| - 92,9 % — білих - 5,6 % — чорних або афроамериканців |

До двох чи більше рас належало 1,5 %. Частка іспаномовних становила 2,1 % від усіх жителів.
За віковим діапазоном населення розподілялося таким чином: 24,7 % — особи молодші 18 років, 53,2 % — особи у віці 18—64 років, 22,1 % — особи у віці 65 років та старші. Медіана віку мешканця становила 43,3 року. На 100 осіб жіночої статі у місті припадало 99,4 чоловіків;  на 100 жінок у віці від 18 років та старших — 90,4 чоловіків також старших 18 років.
Середній дохід на одне домашнє господарство  становив 36 707 доларів США (медіана — 30 147), а середній дохід на одну сім'ю — 45 695 доларів (медіана — 41 429). За межею бідності перебувало 20,4 % осіб, у тому числі 20,7 % дітей у віці до 18 років та 16,4 % осіб у віці 65 років та старших.
Цивільне працевлаштоване населення становило 252 особи. Основні галузі зайнятості: освіта, охорона здоров'я та соціальна допомога — 34,1 %, виробництво — 25,8 %, роздрібна торгівля — 9,9 %, транспорт — 7,9 %.